# Natació al Campionat del Món de natació de 2013 – 200 m papallona masculí
Els 200 metres papallona masculí es van celebrar entre el 30 i 31 de juliol de 2013 al Palau Sant Jordi a Barcelona.

## Rècords
Els rècords del món abans de començar la prova:
| Rècord del món       | Michael Phelps, Estats Units | 1:51.51 | Roma, Itàlia | 29 de juliol de 2009 |
| Rècord del campionat | Michael Phelps, Estats Units | 1:51.51 | Roma, Itàlia | 29 de juliol de 2009 |

## Resultats
NR: Rècord Nacional
DNS: No presentat

### Sèries
| Posició | Sèries | Carrer | Nom                     | País            | Temps   | Notes |
| ------- | ------ | ------ | ----------------------- | --------------- | ------- | ----- |
| 1       | 3      | 5      | Tyler Clary             | Estats Units    | 1:56.03 | Q     |
| 2       | 4      | 4      | Chad le Clos            | Sud-àfrica      | 1:56.21 | Q     |
| 3       | 3      | 6      | Tom Luchsinger          | Estats Units    | 1:56.32 | Q     |
| 4       | 2      | 6      | Nikolay Skvortsov       | Rússia          | 1:56.47 | Q     |
| 5       | 4      | 5      | Chen Yin                | R.P. de la Xina | 1:56.48 | Q     |
| 6       | 4      | 7      | Leonardo de Deus        | Brasil          | 1:56.52 | Q     |
| 7       | 4      | 3      | Paweł Korzeniowski      | Polònia         | 1:56.61 | Q     |
| 8       | 4      | 6      | Yuki Kobori             | Japó            | 1:56.64 | Q     |
| 9       | 2      | 3      | Bence Biczó             | Hongria         | 1:56.70 | Q     |
| 10      | 2      | 4      | Wu Peng                 | R.P. de la Xina | 1:56.96 | Q     |
| 11      | 3      | 4      | Takeshi Matsuda         | Japó            | 1:57.14 | Q     |
| 12      | 3      | 3      | Grant Irvine            | Austràlia       | 1:57.18 | Q     |
| 13      | 2      | 2      | Jordan Coelho           | França          | 1:57.19 | Q     |
| 14      | 2      | 7      | Joseph Schooling        | Singapur        | 1:57.23 | Q     |
| 15      | 2      | 5      | Velimir Stjepanović     | Sèrbia          | 1:57.34 | Q     |
| 16      | 3      | 7      | Roberto Pavoni          | Regne Unit      | 1:57.37 | Q     |
| 17      | 4      | 0      | Alexandru Coci          | Romania         | 1:57.86 |       |
| 18      | 4      | 1      | Zackariah Chetrat       | Canadà          | 1:57.92 |       |
| 19      | 3      | 8      | Mauricio Fiol           | Perú            | 1:58.29 | NR    |
| 20      | 3      | 2      | Michal Poprawa          | Polònia         | 1:58.34 |       |
| 21      | 4      | 2      | Francesco Pavone        | Itàlia          | 1:58.68 |       |
| 22      | 2      | 8      | Marcos Lavado           | Veneçuela       | 1:58.69 |       |
| 23      | 3      | 1      | Pedro Oliveira          | Portugal        | 1:58.78 |       |
| 24      | 2      | 1      | Shaun Burnett           | Nova Zelanda    | 1:59.35 |       |
| 25      | 2      | 0      | Gal Nevo                | Israel          | 1:59.37 |       |
| 26      | 2      | 9      | Yury Suvorau            | Belarús         | 2:01.28 |       |
| 27      | 1      | 5      | Esteban Enderica        | Equador         | 2:01.46 | NR    |
| 28      | 3      | 0      | Hsu Chi-chieh           | Xina Taipei     | 2:01.49 |       |
| 29      | 1      | 4      | Ramiro Ramírez          | Mèxic           | 2:02.37 |       |
| 30      | 4      | 9      | Jan Šefl                | Txèquia         | 2:02.43 |       |
| 31      | 4      | 8      | Chang Gyu-Cheol         | Corea del Sud   | 2:03.32 |       |
| 32      | 3      | 9      | Yousef Al-Askari        | Kuwait          | 2:07.03 |       |
| 33      | 1      | 6      | Khalid Baba             | Bahrain         | 2:20.23 |       |
| 34      | 1      | 2      | Andrianirina Lalanomena | Madagascar      | 2:33.87 |       |
| 35      | 1      | 3      | Nuno Miguel Rola        | Angola          |         | DNS   |

### Semifinals

#### Semifinal 1
| Posició | Carrer | Nom               | País            | Temps   | Notes |
| ------- | ------ | ----------------- | --------------- | ------- | ----- |
| 1       | 4      | Chad le Clos      | Sud-àfrica      | 1:55.33 | Q     |
| 2       | 2      | Wu Peng           | R.P. de la Xina | 1:55.42 | Q     |
| 3       | 5      | Nikolay Skvortsov | Rússia          | 1:56.02 | Q     |
| 4       | 3      | Leonardo de Deus  | Brasil          | 1:56.06 | Q     |
| 5       | 6      | Yuki Kobori       | Japó            | 1:56.15 |       |
| 6       | 1      | Joseph Schooling  | Singapur        | 1:56.27 |       |
| 7       | 7      | Grant Irvine      | Austràlia       | 1:56.95 |       |
| 8       | 8      | Roberto Pavoni    | Regne Unit      | 1:57.60 |       |

#### Semifinal 2
| Posició | Carrer | Nom                 | País            | Temps   | Notes |
| ------- | ------ | ------------------- | --------------- | ------- | ----- |
| 1       | 6      | Paweł Korzeniowski  | Polònia         | 1:55.67 | Q     |
| 2       | 3      | Chen Yin            | R.P. de la Xina | 1:55.97 | Q     |
| 2       | 4      | Tyler Clary         | Estats Units    | 1:55.97 | Q     |
| 4       | 5      | Tom Luchsinger      | Estats Units    | 1:56.10 | Q     |
| 5       | 7      | Takeshi Matsuda     | Japó            | 1:56.42 |       |
| 6       | 2      | Bence Biczó         | Hongria         | 1:56.48 |       |
| 7       | 8      | Velimir Stjepanović | Sèrbia          | 1:56.60 |       |
| 8       | 1      | Jordan Coelho       | França          | 1:57.12 |       |

### Final
| Posició | Carrer | Nom                | País            | Temps   | Notes |
| ------- | ------ | ------------------ | --------------- | ------- | ----- |
| 1       | 4      | Chad le Clos       | Sud-àfrica      | 1:54.32 |       |
| 2       | 3      | Paweł Korzeniowski | Polònia         | 1:55.01 |       |
| 3       | 5      | Wu Peng            | R.P. de la Xina | 1:55.09 |       |
| 4       | 6      | Chen Yin           | R.P. de la Xina | 1:55.47 |       |
| 5       | 8      | Tom Luchsinger     | Estats Units    | 1:55.70 |       |
| 6       | 7      | Nikolay Skvortsov  | Rússia          | 1:56.02 |       |
| 7       | 2      | Tyler Clary        | Estats Units    | 1:56.34 |       |
| 8       | 1      | Leonardo de Deus   | Brasil          | 1:56.44 |       |